# Мариця (притока Ревни)
Мариця (рос. Марица) — річка в Росії й Україні у Стародубському й Семенівському районах Брянської й Чернігівської областей. Права притока річки Ревни (басейн Дніпра).

## Опис
Довжина річки приблизно 5,14 км, найкоротша відстань між витоком і гирлом — 4,75  км, коефіцієнт звивистості річки — 1,08 . Формується декількома безіменними струмками та загатами.

## Розташування
Бере початок на північно-східній стороні від села Мариця. Витікає з озера Курика. Тече переважно на південний схід понад селом Галаганівка і на південно-західній стороні від села Грем'ячка впадає у річку Ревну, ліву притоку річки Снов.

## Цікаві факти
- Біля села Галаганівка річку перетинає автошлях Т 2533[2] (автомобільний шлях територіального значення у Чернігівській області. Пролягає територією Семенівського та Новгород-Сіверського районів через Семенівку — Костобобрів — Чайкине до перетину з Н27. Загальна довжина — 59,6 км.).
- Гирло річки розташоване у заболоченій місцевості[1].